# 柚木尚子
柚木 尚子（ゆずき しょうこ、7月4日 - ）は、日本の女性声優。山口県周南市出身。ケンユウオフィス準所属。

## 略歴
関西学院大学文学部卒業。ラムズ付属養成所RPE、映像テクノアカデミア卒業。以前はスペルバウンドに所属していた。
2020年4月、4年間の預かり期間を経て、ケンユウオフィス準所属に昇格。

## 人物
GARNET STARのメンバーだった。
方言は山口弁、関西弁。
趣味はゲーム、人狼、歌うこと。特技はスーパーボールすくい、歌、フランス語、アイドルの振りコピー。

## 出演
太字は、メインキャラクター。

### テレビアニメ
2014年
- にゃんぷくにゃるま（エマニエル）
- 猫のダヤン（月のおばさん、メイプルさん）

2017年
- 銀の墓守り（2017年 - 2018年、女生徒B、係員B、ガールフレンドA、シャアの母親、四角い鳥、女プレイヤーA） - 2シリーズ
- 最遊記RELOAD BLAST（美女、女官）

2018年
- ヴァイオレット・エヴァーガーデン（ブルーベル・ユノア）
- ドラえもん（テレビ朝日版第2期）（2018年 - 2022年、人々、ロボット、キャスター、少年）
- メジャーセカンド（谷山イーグルス 選手B）
- ぐらんぶる（女性客）
- キラッとプリ☆チャン（女子生徒）
- 名探偵コナン（2018年 - 2022年、車掌、スタッフ、千里）

2019年
- W'z《ウィズ》（女性若者）
- パパだって、したい（女性3）
- ソードアート・オンライン アリシゼーション（四旋剣 / ジェイス） - 2シリーズ
- けだまのゴンじろー（2019年 - 2020年、しげちん、人魚、たっつんのSP①）
- 爆丸バトルプラネット（2019年 - 2020年、ケーコ）
- ブラッククローバー（2019年 - 2020年、パトリ / パトリ〈幼少〉）
- アサシンズプライド（講師、ワルキューレ、店主、仮面女）

2020年
- ソマリと森の神様（ギーナ）
- ネコぱら（ちよの母）
- LISTENERS リスナーズ（異形ミミナシ）
- BORUTO-ボルト- NARUTO NEXT GENERATIONS（2020年 - 2022年、四姉妹、舟戸ミナモ）
- 憂国のモリアーティ（2020年 - 2021年、モリアーティ夫人、マダム、市民） - 2シリーズ

2021年
- 回復術士のやり直し
- バクテン!!（男の子）
- フルーツバスケット（母親）
- 真の仲間じゃないと勇者のパーティーを追い出されたので、辺境でスローライフすることにしました（2021年 - 2024年、アデミ） - 2シリーズ
- 忍たま乱太郎（2021年 - 2022年、忍たま）
- 舞妓さんちのまかないさん（2021年 - 2022年、舞妓、お手伝いさん）

2022年
- マジカパーティ（スプレシオン）
- ハコヅメ〜交番女子の逆襲〜（ガヤ）
- 佐々木と宮野（友達）
- 幻想三國誌 -天元霊心記-（少年）
- もっと!まじめにふまじめ かいけつゾロリ（ツネ美）
- キングダム（給仕）

2023年
- NieR:Automata Ver1.1a（2023年 - 2024年、工場内アナウンス、機械生命体、過保護なロボ、ヨルハ隊員、村人ロボ 他） - 2シリーズ
- 進撃の巨人 The Final Season 完結編（前編）（長女）
- ひろがるスカイ!プリキュア（客、女子、園児、男の子の母、子ウサギ 他）
- 天国大魔境（母親）
- 魔法使いの嫁 SEASON2（教師、ヴァハマン） - 2シリーズ
- 遊☆戯☆王ゴーラッシュ!!（猫B、鋼海リーム）
- ニンジャラ（ウェイトレス）

2024年
- カードファイト!! ヴァンガード Divinez（2024年 - 2025年、スオウの母） - 2シリーズ
- 株式会社マジルミエ（ミヤコ堂のCM）

2025年
- アラフォー男の異世界通販（吟遊詩人）
- SAKAMOTO DAYS（男の子）
- グリザイア:ファントムトリガー（子供C）
- ポケットモンスター（後輩）
- 薬屋のひとりごと（侍女、侍女の声、響迂の侍女）
- 九龍ジェネリックロマンス（少年B）

### 劇場アニメ
- 青春ブタ野郎はゆめみる少女の夢を見ない（2019年、市原）
- HELLO WORLD（2019年、直実の母）
- ぼくらのよあけ（2022年、佐山香里）

### Webアニメ
- 銃娘:ガンガール（2017年、アイダ[12]）
- ULTRAMAN（2019年 - 2022年、母、技術員、トリアス星人、観客、科特隊員、オペレーター 他） - 2シリーズ[一覧 7]
- 爆丸アーマードアライアンス（2020年 - 2021年、マット、ウィントン弟、ケーコ）
- Plott  (2020年 - )
  - 円満解決!閻魔ちゃん (エマ、ヤマ、恵美 他)[13] - 他5作品[一覧 8]
  - 私立パラの丸高校 (へーこ、りこてゃ 他)[14] - 他1作品[一覧 9]
- バキ（2020年、観客）
- 爆丸ジオガンライジング（2021年、アントン）
- 爆丸エボリューションズ（2022年、マダム・デジレ）
- 爆丸レジェンズ（2023年、アントン・スタイルズ）
- PLUTO（2023年、ニュースキャスター、子供)

### ゲーム
2014年
- しんぐんデストロ〜イ!（ナターシャ・ユープカ）

2016年
- ぐるモン（ユグドリーフ、カマイタチ）
- ユバの徽（ナイラ、ニナ・コロナ、クローサ）

2017年
- グランドサマナーズ（クーシー）
- ブラッククローバー グリモワールバトル（双葉の魔導書の精霊）

2018年
- 逆転オセロニア（ラウラ）
- Caligula Overdose -カリギュラ オーバードーズ-
- 謀りの姫（葉秀 他）
- DJノブナガ
- キュイディメ（茶碗蒸し、チントゥアン）
- ブレイドスマッシュ（ジャニス、キャム、メリダ）
- バトルフィールドV（女兵士）

2019年
- ミラージュ・メモリアル（コンスタンテュヌス）
- 東京クロノス（東国ユリア）
- 謀りの姫：Pocket（王昭君）
- テリアサーガ（オスカー）
- RAGE 2
- エルクロニクル（オカシオ、連話）
- 元気封神（嫦娥、広成子）
- 蒼藍の誓い ブルーオース（羽黒、Z16）
- 侍魂オンライン-朧月伝-（敦姫）
- ドラゴンクエストXI 過ぎ去りし時を求めて S（マダム・ローズ）
- 魔王と100人のお姫様（マーリン、リチャード、ロキ、悟浄）
- ミラージュ・メモリアル（孫六兼元、コンスタンティヌス、クレオパトラ、アリス）
- アークオーダー

2020年
- モンスターストライク（2020年 - 2024年、足利義輝）
- エグゾスヒーローズ（エイプリル、レジャー、オベリア）
- ソードアート・オンライン アリシゼーション リコリス（四旋剣ジェイス）
- デュエル・マスターズ プレイス（清浄の精霊ウル、マッド・ギター、道化人形ミケ、式神ブウ、神楽妖精パルティア、外道神カイカイ、電磁傀儡ポワワン 他）
- ソードマスターストーリー（アルテミス、オーディン、メリー）
- シャドウバース チャンピオンズバトル
- 幻獣契約クリプトラクト（セーレ）

2021年
- NieR Replicant ver.1.22474487139...（村人）
- Far Cry 6
- The Good Life（リタ・バレット、ロネット・バーレイ、サロメ・マコーリー）
- ゲートオブナイトメア（メルカリア）
- 三國志 覇道（董白）
- ブレイブ フロンティア レゾナ（シャリファ）

2022年
- 聖塔神記 トリニティトリガー（コル・デ・ローザ）
- 誓約少女 〜祝砲の元に集いし戦姫たち〜（山城、ホーネット、響）

2023年
- OCTOPATH TRAVELER II
- 超探偵事件簿 レインコード（占い師）

2024年
- Poppy Playtime
- ファイナルファンタジーVII リバース
- カルドアンシェル（零崎サクヤ / マヨイ、キク、インペリアル♀）

2025年
- モンスターハンターワイルズ
- ヘブンバーンズレッド（その他）

### ドラマCD
- あやがみっくす（カルナ）
- リカー＆シガレット（女性客 他）
- 残念だったな！運命だ！（母 他）

### デジタルコミック
- BUILD KING（とんかち）
- 文殊史郎兄弟（文殊史郎馬畝〈幼少期〉）

### 吹き替え

#### 映画
- アザーフッド 私の人生（アリソン〈モリー・バーナード〉）
- キャッツ
- キャンディージャー（女生徒 他）
- コスモボール/COSMOBALL（アーニャ）
- ザ・クリエイター/創造者（ブラッドベリー[49]）
- ザ・ゴールドフィンチ（アンディ、大人のキッツィ〈ウィラ・フィッツジェラルド〉）
- シャークネード4（ジェミニ〈マシエラ・ルーシャ〉）
- シング・フォー・ミー、ライル[50]
- スノーピアサー（LJ、マイルズ）
- スランバーランド
- ピノキオ
- ビハインド・エネミーライン 女達の戦場（カーチャ 他）
- 武道実務官
- プロジェクトV（ユン[51]）
- 魔女がいっぱい（コンスウェラ〈ユージニア・カルーゾ〉[52]）
- マダム・ウェブ[53]
- ママたちのパーティーナイト（幼稚園の先生 他）
- ラブ・アゲイン 2度目のプロポーズ（チョン看護師）

#### ドラマ
- エイリアニスト（マーサ・ナップ）
- カウンターパート/暗躍する分身（幼少期のミラ）
- グレイズ・アナトミー 恋の解剖学（クレア 他）
- ザ・ルーキー 40歳の新米ポリス!?（レイチェル）
- シスター戦士（ベアトリス）
- 世界で一番可愛い私の娘（ミンジ、テホ、ヒジン、ジョンスク 他）
- ハップとレナード 〜危険な2人〜 シーズン3
- ハンナ 〜殺人兵器になった少女〜（ソフィー）
- ブレイクアウト・キング（メイド）
- ベイカー街探偵団（エレノア・マーゴ）
- ホワイトゴールド（ドナ、パトリシア 他）
- ユートピア 〜悪のウイルス〜（グラント、コリーン、リリー）
- レジデント 型破りな天才研修医（イヴェット）

#### アニメ
- アバローのプリンセス エレナ（マリーサ）
- 『インサイド・ヘッド』の世界より:ライリーの夢の製作スタジオ（ピラール）
- キャッチ!ティニピン（ダラピン）
- Go! Go! コリー・カーソン（メアリー・ベス 他）
- ザ・シンプソンズ（モード・フランダース〈2代目〉、イッチー〈2代目〉、ジーナ、ジェイニー・パワエル〈2代目〉、マンジェラ・ナハサピーマペティロン〈2代目〉他）
- ジェイコブと海の怪物
- トランスフォーマー/ONE[54]
- ファングボーン（エディ、メロディカ）
- ボージャック・ホースマン（ジーナ）
- ミッキーマウスとロードレーサーズ（ニナ）
- ライオン・ガード（アンガ）
- ラマ・ラマ（ネリー・ヌー、ギルロイのママ 他）
- この恋で鼻血を止めて（2025年、同僚[6]）

### 舞台
- 大安不吉日（松岡）

### その他コンテンツ
- FamilyApps（ファミリーアップス）おしごと体験“マルハニチロの おさかなで、なにつくる!?
- 緊急地震速報『ゆれくるコール』（通知音声）
- 東栄住宅 WEBCM（漫画家女性の声）
- 麻雀プロの人狼 スリアロ村（2016年 - ）
- スリアロバトルコロシアム
- FC町田ゼルビアをつくろう〜ゼルつく〜 #41（ナレーション）
- Audible ハンガー・ゲーム2 燃え広がる炎 上、下（朗読）
- Audible ハンガー・ゲーム3 マネシカケスの少女 上、下（朗読）
- 草津・伊香保ミステリー案内 霹靂の群青歌留多（小舞木舞[55]） - DVDで提供されたドット絵アニメ作品

## ディスコグラフィ

### キャラクターソング
| 発売日         | 商品名                                                  | 歌                     | 楽曲        | 備考                             |
| -------------- | ------------------------------------------------------- | ---------------------- | ----------- | -------------------------------- |
| 2024年10月24日 | カルドアンシェル パッケージ限定版付属サウンドトラックCD | 零崎サクヤ（柚木尚子） | らーびゅー❤︎ | ゲーム『カルドアンシェル』関連曲 |

### シリーズ一覧
1. ↑  『アリシゼーション』（2019年）、『アリシゼーション War of Underworld』第1クール（2019年）
2. ↑  第1クール（2020年）、第2クール（2021年）
3. ↑  第1期（2021年）、第2期『2nd』（2024年）
4. ↑  第1クール（2023年）、第2クール（2024年）
5. ↑  第1クール（2023年）、第2クール（2023年）
6. ↑  Season1（2024年）、デラックス編（2025年）
7. ↑  シーズン1（2019年）、シーズン2（2022年）
8. ↑  『テイコウペンギン』、『混血のカレコレ』、『全力回避フラグちゃん!』 、『秘密結社ヤルミナティー』 、『ブラックチャンネル』
9. ↑  『混血のカレコレ』